# White Badge
Pour plus de détails, voir Fiche technique et Distribution.
White Badge (하얀 전쟁, Hayan chonjaeng) est un film sud-coréen réalisé par Jeong Ji-yeong, sorti en 1992.

## Synopsis
Han Ki-ju, journaliste, doit affronter ses souvenirs de la guerre du Viêt Nam pour écrire une série d'articles sur le sujet pour le journal local. Ces articles attirent l'attention d'un autre vétéran, Pyeon Chin-su.

## Fiche technique
- Titre : White Badge
- Titre original : 하얀 전쟁 (Hayan chonjaeng)
- Réalisation : Jeong Ji-yeong
- Scénario : Gong Su-young, Jeong Ji-yeong, Jo Young-chel et Shim Seung-bo d'après le roman de Ahn Junghyo
- Musique : Shin Bung-ha
- Photographie : You Yong-kil
- Montage : Park Sun-duk
- Production : Chong-nam Cook
- Société de production :
- Pays :  Corée du Sud
- Genre : Guerre
- Durée : 124 minutes
- Dates de sortie : 
  -  Corée du Sud : 4 juillet 1992

## Distribution
- Ahn Sung-ki : Han Ki-ju
- Lee Geung-young : Pyon Chin-su
- Shim Hye-jin : Kim Yon-gok
- Ahn Do-hun
- Huh Joon-ho : Hong Bang-jang
- Kim Bo-sung
- Kim Se-jun : Chon Hi-sik
- Lee Eun-suk
- Hong Seok-yeon
- Dokgo Young-jae : Kim Moon-gi

## Distinctions
Le film a été nommé pour deux Blue Dragon Film Awards et a remporté celui de la meilleure photographie.